# Taison
Taison Barcellos Freda (* 13. ledna 1988, Pelotas, Brazílie) známý také pouze jako Taison, je brazilský fotbalový záložník, který hraje od roku 2021 v brazilském klubu SC Internacional, v němž svoji profesionální kariéru zahájil. V letech 2013 až 2021 hrával za ukrajinský klub Šachtar Doněck.
Od roku 2013 vlastní ukrajinské občanství.

## Klubová kariéra
Taison začal svou profesionální kariéru v brazilském klubu SC Internacional, odkud v srpnu 2010 odešel do ukrajinského celku Metalist Charkov. V lednu 2013 přestoupil do FK Šachtar Doněck. Se Šachtarem nasbíral několik domácích trofejí.

## Úspěchy
- Sestava sezóny Evropské ligy UEFA – 2019/20[3]